# Вільям Лір
Вільям Лір (англ. Wіllіam Powell Lear; 26 червня 1902 — 14 травня 1978) — американський інженер, підприємець. Винахідник радіоприймача та стереомагнітофона для автомобіля. Засновник першої авіакомпанії із виробництва невеликих і недорогих літаків бізнес-класу для приватних осіб Learjet.
Серед його винаходів 1920-х років — простий мережевий блок живлення для приймачів, що заміняв громіздкі анодні батареї, власна конструкція гучномовця, і один з перших радіоприймачів для автомобіля, названий Motorola, він випускався чиказькою фірмою Пола Гелвіна, в 1947 змінила ім'я на Motorola. Комерційним успіхом, завдяки відмінній якості звуку, стала конструкція радіоприймача Lear Majestic.
Всього за своє життя Лір запатентував більше сотні винаходів.